# Radioaktivno onesnaženje
Radioaktivno onesnaženje ali radiološko onesnaženje (tudi s tujko ~ kontaminacija) je onesnaženje biosfere z radioaktivnimi snovmi. To so radioaktivne snovi na površinah, ali v trdnih snoveh, tekočinah ali plinih (tudi v človeškem telesu). Njihova prisotnost je nenamerna ali nezaželena. Kot pri drugih okužbah, se tudi radioaktivna kontaminacija nanaša samo na prisotnost nenamernih ali nezaželenih radioaktivnostih, in ne navaja obsega vključenih nevarnosti. 
Radioaktivne snovi onesnažujejo vodo, tla in zrak, torej se vključujejo v biokemične cikle. Stroncij-90 je nevarna sestavina radioaktivnih padavin, saj se zlahka vgrajuje v biomaso rastlin in kopiči v zaporednih členih prehranjevalne verige. Znano je, da radioaktivno sevanje bolj škoduje razvitejšim organizmom.
Radioaktivno onesnaževanje najbolj prizadane živali, ki so zadnji člen v prehranjevalni verigi, ker v njih nakopičene radioaktivne snov dosežejo najvišje koncetracije.